# 約翰·格倫 (英國政治人物)
約翰·格倫（英語：John Glen，1974年4月1日—）是一位英格蘭政治人物，他的黨籍是保守黨。自2010年開始，他擔任索爾茲伯里選區選出的英國下議院議員。他曾在劍橋大學菲茨威廉學院就讀MBA。